# Mont Chahdagh
Le mont Chahdagh (en azéri : Şahdağ ; en lezgi : Kas Suv) est un sommet de la chaîne du Grand Caucase culminant à 4 243 mètres d'altitude dans le raïon de Qusar en Azerbaïdjan, près de la frontière avec la Russie. Des habitations troglodytiques préhistoriques ont été découvertes à la base de la montagne, indiquant une habitation de plus de 9 000 ans.

## Toponymie
Le toponyme Chahdagh a une origine turco-persane ;  Şah signifie « roi » (en persan) et dağ « montagne » en turc.

## Histoire

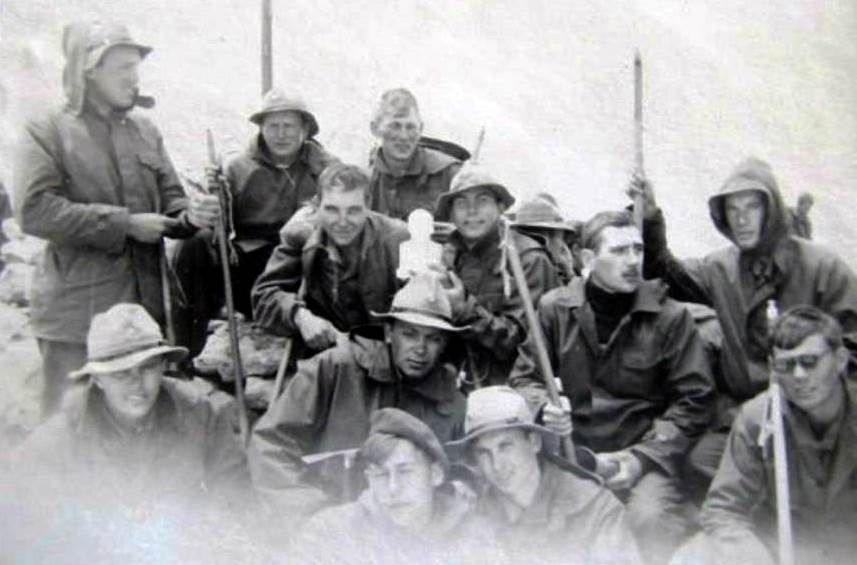
Au sommet du mont Chahdagh (1968).

Andrei Chepherds fut le premier à gravir la montagne en 1892, dans les gorges de Chahdagh. Chaque année, de l'été 1935 à 1968, une compagnie consolidée de cadets de l'école d'infanterie de Bakou, plus tard BVOKU, monta au sommet du Chahdagh. En 1966, O. Drozdovsky, puis en 1993 D. P. Chiyanov ont réalisé l'ascension le long de la faille du mur nord-est.

## Activités

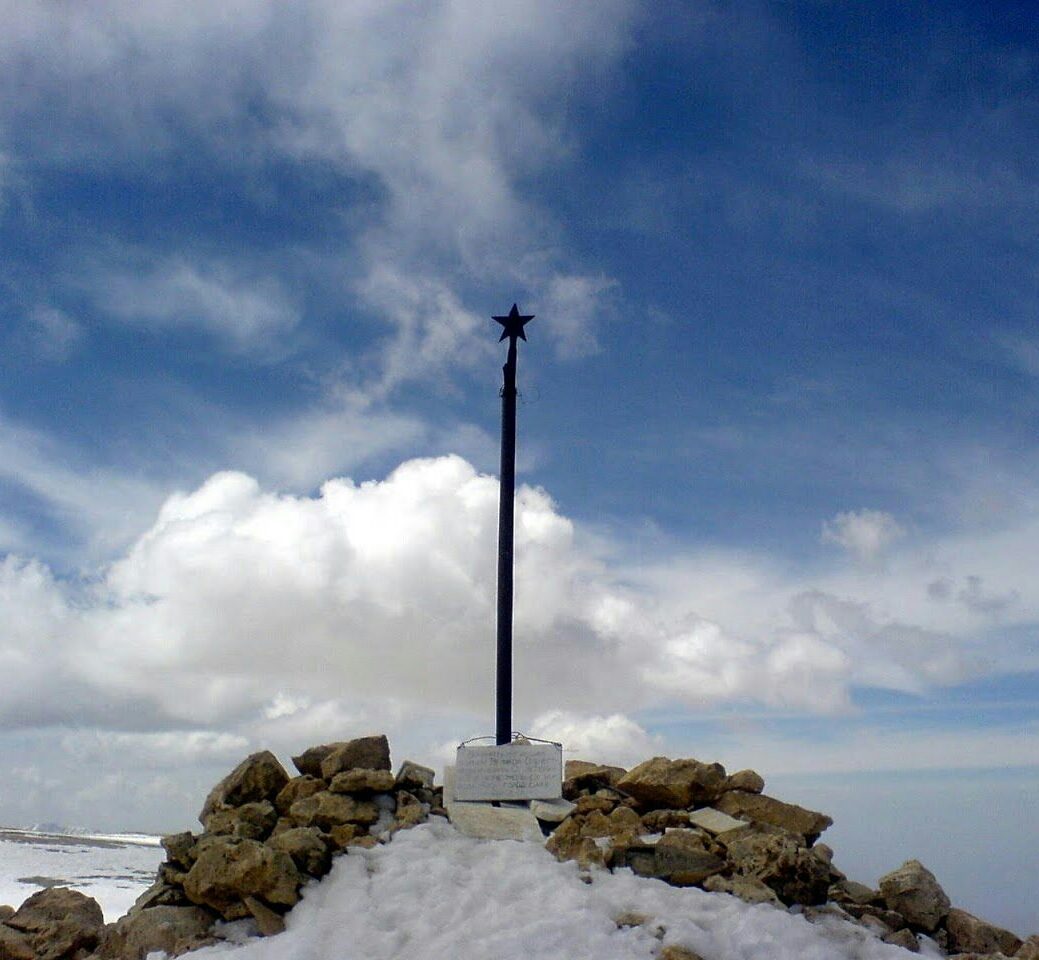
Au sommet de la montagne

Durant la saison hivernale, on observe des températures inférieures −20 °C, ce qui provoque le gel de cascades hautes de 100 mètres descendant des pentes des montagnes et les rend praticable en escalade glaciaire.
Chaque année, des alpinistes locaux gravissent le sommet.
En 2012, le complexe touristique d'hiver et d'été de Chahdagh a été ouvert.